# Ngo Dinh Diem
Jean-Baptiste Ngô Đình Diệm (Hué, 3 de janeiro de 1901 – Saigon, 2 de novembro de 1963) foi o primeiro presidente do Vietnam do Sul após a independência e divisão do Vietnam, governando o país entre 1955 e 1963, quando foi deposto e executado.
Seus ancestrais foram convertidos ao catolicismo por missionários portugueses no século XVII — daí o seu nome, Jean-Baptiste. Durante a colonização francesa, seu pai, abrindo mão dos planos traçados pela família de que abraçasse a carreira eclesiástica, tornou-se um mandarim e conselheiro de Bao Dai, o último imperador do Vietnam.

## Governo
Sua presidência, após a proclamação da República do Vietnam, foi marcada por autoritarismo, perseguição religiosa, nepotismo e corrupção. Dois de seus irmãos comandavam politicamente regiões no interior do país através de exércitos privados e polícias secretas, enquanto outro era designado embaixador do Vietnam nos Estados Unidos e o mais velho empossado como Arcebispo de Hué. Seu irmão mais novo Ngo Dinh Nhu, era conhecido por contrabandear arroz, explorar resultados de loterias, extorquir dinheiro dos homens de negócio de Saigon e possuir a maior fortuna pessoal do país. A mulher deste, Madame Nhu, era oficialmente a primeira-dama — Diem era solteiro — e comandou os programas sociais, ideológicos e religiosos de Diem, a fim de reformar a sociedade de acordo com os valores estabelecidos pelo presidente.

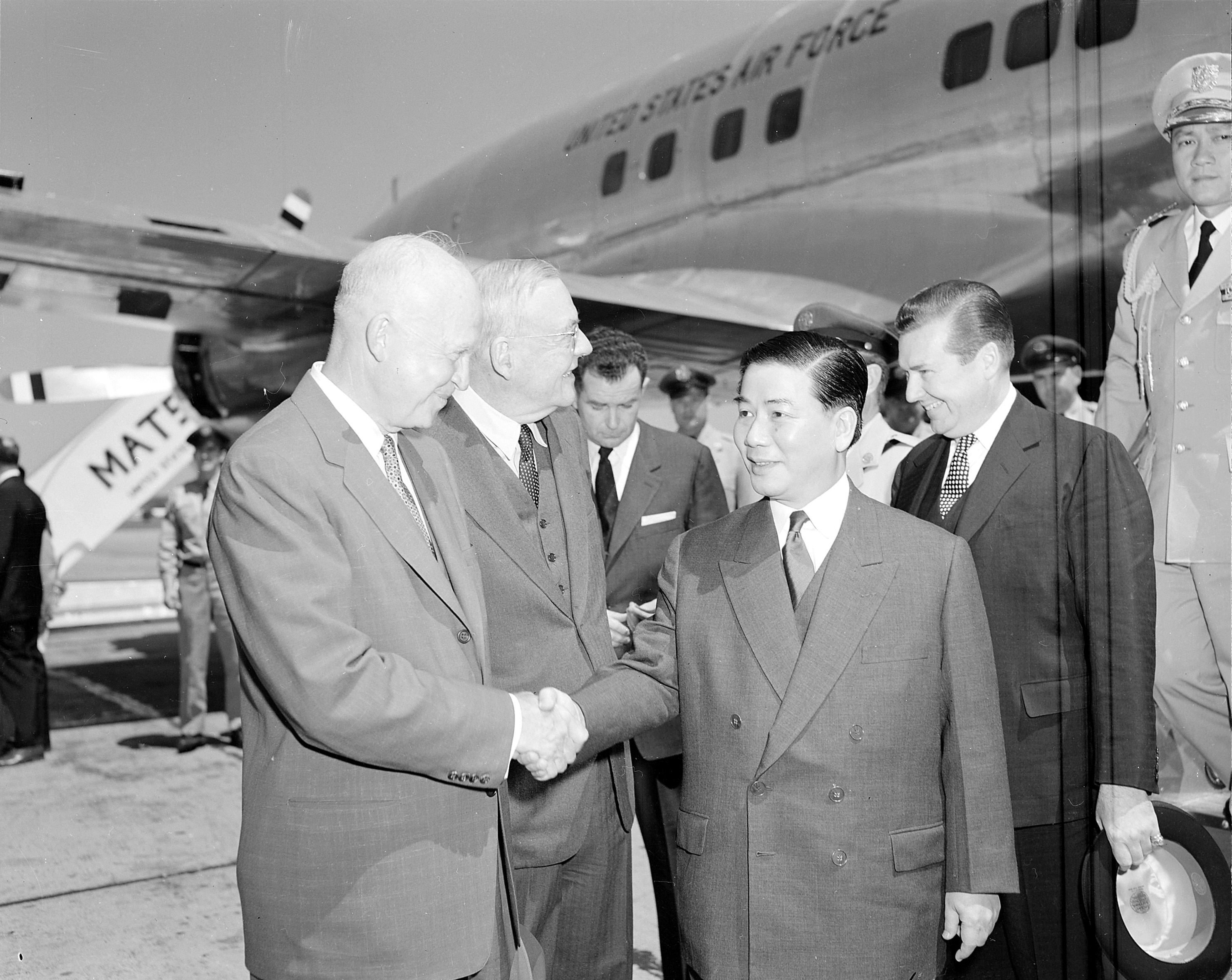
1957: O Presidente Ngô Đình Diệm desembarca em Washington D.C. e é recebido pelo Presidente Dwight Eisenhower.

Anticomunista convicto, seu governo se notabilizou por torturar e matar suspeitos de simpatia pela doutrina, perfazendo um total aproximado de 50 mil mortos e 75 mil prisioneiros durante seus oito anos no poder.
À medida que a oposição a seu governo crescia, uma insurgência subterrânea começou a aparecer no país. Em 1959, o comando central do partido comunista em Hanói, no Vietnam do Norte, autorizou secretamente a utilização de operações armadas no sul. Em 20 de dezembro de 1960, sob instruções e apoio de Ho Chi Minh, surgia a Frente Nacional de Libertação do Vietnam do Sul, depois conhecida simplesmente como Vietcong. Era basicamente formada por dois grupos ideologicamente distintos: intelectuais que se opunham ao governo e eram nacionalistas e comunistas que continuaram estabelecidos no sul após a divisão do país em dois em 1954; a estes juntaram-se estudantes e simples cidadãos comuns desgostosos com a situação política e econômica e com as perseguições religiosas que começavam a aflorar no país.
Estudos relativamente recentes de acadêmicos norte-americanos apresentam Ngo Dinh Diem como um líder competente, com uma visão de longo prazo sobre a construção nacional e modernização do Vietnã do Sul. Tais estudos avaliam suas políticas econômicas e sociais como positivas, com a construção de novas escolas públicas e um rápido crescimento econômico no Vietnã do Sul. Contudo qualquer suposta visão de longo prazo descrita era obstruída pelo seu próprio favorecimento à corrupção sistêmica dentro do país.

## Protestos budistas
As relações do regime de Diem com o governo dos Estados Unidos pioraram cada vez mais até o ano de 1963, assim como o descontentamento religioso da maioria budista do povo sul-vietnamita e dos monges do país, provocada pelas restrições do presidente católico às suas ideias e pregações e da crescente corrupção no tecido da burguesia vietnamita ligada a Diem. Em maio, em Hué, onde seu irmão era arcebispo, ele proibiu os budistas de portarem suas bandeiras durante as comemorações do aniversário de nascimento de Gautama Buddha, mas alguns dias depois permitiu que os católicos hasteassem bandeiras religiosas, causando um protesto do líder budista local contra o governo, que terminou com a repressão de tropas e a morte de nove civis desarmados.
Os monges budistas propuseram um acordo ao governo de Diem, pedindo liberdade religiosa, igualdade entre as religiões, uso de bandeiras religiosas em demonstrações e compensações pelas vítimas de Hué, assim com a prisão dos oficiais responsáveis pelo massacre. Receberam de volta a indiferença de Diem, que proibiu manifestações e ordenou à sua polícia que prendesse qualquer cidadão envolvido em atos de desobediência civil. O ponto mais baixo desta relação entre o governo e os budistas veio em junho de 1963, quando o monge Thich Quang Duc imolou-se em chamas no meio de um importante cruzamento de Saigon e as fotos deste acontecimento correram o mundo, seguidas de outras imolações, alertando para o que acontecia no Vietnam.
Contudo, de acordo com o historiador Mark Moyar, Diệm tinha liderado políticas públicas favoráveis às comunidades budistas do Vietnã do Sul, dando-lhes permissão para realizar atividades religiosas que foram proibidas pela antiga potência colonial francesa, e financiando a construção de escolas budistas, a organização de cerimônias e a construção de novos pagodes. Entre os dezoito membros do gabinete de Diệm, havia cinco católicos, cinco confucionistas e oito budistas, incluindo um vice-presidente e um ministro das Relações Exteriores. Apenas três dos dezenove melhores líderes militares eram católicos. Se o governo de Diệm sempre negou qualquer alegação de perseguição contra os budistas e apresentava essas imolações e revoltas como fruto da infiltração de guerrilheiros comunistas disfarçados de bonzos; alguns autores franco-vietnamitas apoiam esta tese de infiltração, que permitiu uma grande instrumentalização desses distúrbios pela propaganda americana e norte-vietnamita, a fim de desestabilizar e demonizar o governo sul-vietnamita. As rusgas policiais permitiram que as autoridades do Vietnã do Sul descobrissem a presença de armas de guerra em vários pagodes, resultando no fechamento de 12 deles.
Estes fatos apenas faziam crescer a impopularidade de Diem no Vietnam e no resto do mundo, causando profunda preocupação ao governo do então presidente John Kennedy. Diem continuava apenas a justificar seus atos como ações anticomunistas e descrevendo todos seus opositores e dissidentes do regime como controlados pelo comunismo do norte, como exemplo temos os casos dos monges imolados que jamais foram identificados como comunistas.

## Relações com os Estados Unidos
Embora a maioria dos historiadores tenha retratado Ngô nình Diệm como um aliado incondicional dos Estados Unidos, até mesmo um fantoche do poder americano; vários pesquisadores e acadêmicos americanos negam formalmente essa visão simplista e caricatural. Pelo contrário, para Keith Taylor, Diệm mostrou uma crescente desconfiança dos Estados Unidos; por causa da política americana no Laos, que não se absteve de incursões norte-vietnamitas no território do Vietnã do Sul; incursões possíveis através do território laociano. Segundo ele, as discordâncias entre sul-vietnamitas e americanos sobre a resposta à ameaça comunista estavam crescendo; Diệm, que temia que o aumento da presença militar dos EUA no Vietnã do Sul ameaçaria suas credenciais nacionalistas e a independência de seu governo, se recusará a enviar tropas americanas para o solo. Em 1963, os irmãos Ngô chegaram a questionar e buscaram romper a aliança político-militar que ligava seu país aos Estados Unidos. Em meio a crescentes tensões entre os dois países, correlacionados com múltiplas tentativas de golpe pelo exército sul-vietnamita contra o regime de Diem e fortalecendo a crise budista, os Estados Unidos percebem que eles cometeram um erro apostando nele. Eles param de apoiar Ngô Đình Diệm e são a causa de seu assassinato.
Os americanos, ansiosos para se envolver mais fortemente no Vietnã do Sul (enviando tropas, instalação de bases dos EUA, o que Ngo Dinh Diem recusou, temendo que tal iniciativa servisse à propaganda norte-vietnamita; em benefício de cooperação entre as forças do Vietnã do Sul e os conselheiros militares dos EUA), acreditam que este último não é capaz de derrotar os guerrilheiros vietcongues e, portanto, procurar derrubar o poder ou mesmo o assassinato, confiando assim em uma junta militar considerada ainda mais favorável a um aumento no envolvimento militar americano contra os comunistas, resultando em uma escalada de tensões e na Guerra do Vietnã que se seguiu. Arquivos desclassificados do National Security Archive chegaram a culpar diretamente o golpe e a morte do ex-presidente sul-vietnamita na CIA e em John Fitzgerald Kennedy.

## Golpe de estado e morte

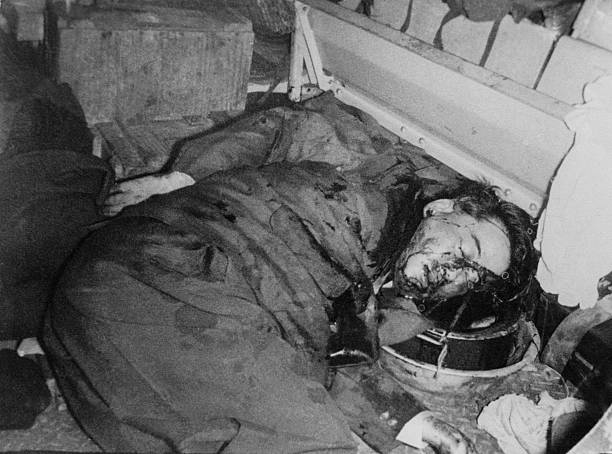
O corpo do Presidente Diem dentro do carro blindado em que foi executado pelo exército.

Com o crescimento dos protestos, agora também dos estudantes secundaristas – centenas enviados a “campos de reeducação” — e de integrantes de seu próprio governo, e a consequente repressão política, os Estados Unidos começaram a demonstrar seu descontentamento com a situação no Vietnam do Sul, através de seu embaixador Henry Cabot Lodge, que se recusava a comparecer a encontros com o presidente, seguindo ordens diretas da Casa Branca de Kennedy.
Tendo notícias de que generais insatisfeitos preparavam um golpe de estado contra Ngô Đình Diệm, o governo norte-americano fez saber aos oficiais conspiradores que não interferiria em caso de ação. Em 1 de novembro de 1963, o oficialato do exército sul-vietnamita, comandado pelo general Dương Văn Minh, depôs o governo.
Com o palácio presidencial cercado por tropas e defendido apenas pela guarda pessoal de Diem e de seu irmão Nhu, os oficiais ofereceram ao presidente uma saída honrosa em direção ao exílio, caso eles se rendessem. Diem e seus familiares, porém, preferiram fugir por uma passagem secreta em direção a outro bairro da cidade, onde foram capturados no dia seguinte, 2 de novembro. Levados de volta como prisioneiros dentro de um carro de combate blindado ao quartel-general da junta de governo que se formava, os dois irmãos, entretanto, não chegaram lá vivos, executados a tiros dentro do próprio veículo por um capitão do exército.

## Consequências
Após a deposição e assassinato de Ngo Dinh Diem, o Vietnam do Sul não foi capaz de construir um governo estável pró-capitalismo e numerosos golpes de estado ainda viriam a ocorrer após os primeiros anos de sua morte. Apesar dos Estados Unidos continuarem a apoiar os governos seguintes do país, a desintegração política e social do Vietnam do Sul continuou durante a guerra, cada vez mais intensa e violenta, culminando com retirada das tropas norte-americanas, na derrota completa frente às forças do Vietnam do Norte e na reunificação do país num sistema de tendência socialista nos anos 70.